# Ectadium latifolium
Ectadium latifolium är en oleanderväxtart som först beskrevs av Schinz, och fick sitt nu gällande namn av Nicholas Edward Brown. Ectadium latifolium ingår i släktet Ectadium och familjen oleanderväxter. Inga underarter finns listade i Catalogue of Life.